# ポール・ピアソン
ポール・ピアソン（Paul Pierson、1959年 - ）は、アメリカ合衆国の政治学者。比較政治学、公共政策学、政治経済学、福祉国家論が専門。
オレゴン州ユージーンで、オレゴン大学で教鞭を執っていた両親の下に生まれる。オベリン大学で政治学を専攻したのち、イェール大学大学院に進学し、1986年に修士号、1989年に政治学の博士号を取得した。 
1989年から2004年までハーバード大学で教鞭を執ったのち、カリフォルニア大学バークレー校に移り、現在、同大学の政治学部教授であり、2007年から2010年まで政治学部長に就いた。1997年には欧州大学院の客員教授を務めた。
博士論文を改稿した最初の著作 Dismantling the Welfare State? は、1994年に、アメリカ政治に関する最優秀著作に与えられるアメリカ政治学会のKammerer 賞を受賞した。2000年には、American Political Science Review掲載のなかで最も優れた論文に与えられる the Heinz Eulau Award に論文　"Increasing Returns, Path Dependence, and the Study of Politics" が輝いた。 
現在、バークレー (カリフォルニア州)に住んでおり、妻と2人の子供がいる。

## 著作
- Dismantling the welfare state?: Reagan, Thatcher, and the politics of retrenchment, Cambridge University Press, 1994.
- Politics in time: history, institutions, and social analysis, Princeton University Press, 2004.
  - 『ポリティクス・イン・タイム: 歴史・制度・社会分析』、粕谷祐子監訳、勁草書房、2010年。

### 共著・編著
- European social policy: between fragmentation and integration, edited by Stephan Leibfried and Paul Pierson, Brookings Institution, 1995.
- The new politics of the welfare state edited by Paul Pierson, Oxford University Press, 2001.
- Off center: the Republican revolution and the erosion of American democracy, Jacob S. Hacker and Paul Pierson, Yale University Press, 2005.
- The transformation of American politics: activist government and the rise of conservatism, edited by Paul Pierson and Theda Skocpol, Princeton University Press, 2007.